# Pushkar
Pushkar (Hindi : पुष्कर) appelée aussi Pokkar ou Pushkaranagaram (en sanskrit) est une ville de l'État indien du Rajasthan située à 11 km de la ville d'Ajmer, et un grand lieu de pèlerinage pour l'hindouisme.
La légende dit que les dieux lâchèrent un cygne avec un lotus dans le bec. Il devait laisser tomber ce lotus à l'endroit où Brahma devait procéder à un yajna (rituel hindou). C'est à Pushkar qu'il fit tomber ce lotus. C'est pourquoi Pushkar est l'un des rares lieux en Inde où est consacré un temple au dieu Brahmâ. Pushkara signifie lotus bleu. 
Pushkar est située sur les rives du lac Pushkar. Cinquante-deux ghats permettent aux pèlerins de descendre au niveau du lac pour se baigner dans les eaux sacrées.
La ville fut un point de passage important pendant les pèlerinages hippie des années 1970. La ville reste une destination privilégiée du mouvement hippie et post-hippies que connaissent les années 1990 et 2000.

## La foire auxchameaux
- La foire aux chameaux de Pushkar est réputée pour être l'une des plus grandes foires de bétail, en Asie. Chaque année, au mois de karttika (octobre-novembre) et dix jours après Diwali, une foire aux chameaux y est organisée. Elle dure une douzaine de jours au cours desquels des courses de chameaux et de chevaux sont organisées, ainsi qu'un concours du plus bel animal.

## Lieux et monuments
Il existe environ 400 temples dans la ville le long des ghats
- Lac de Pushkar
- Temple de Brahma
- Temple de Badhi Ganeshyi
- Temple de Parashurama
- Temple Savitri
- Temple de Gayatri
- Temple Rangji, au gopura (portique) orné de plus de 300 divinités en relief qui domine toutes les constructions alentour.
- Ghats, au nombre de 52

## Galerie

### Lac sacré

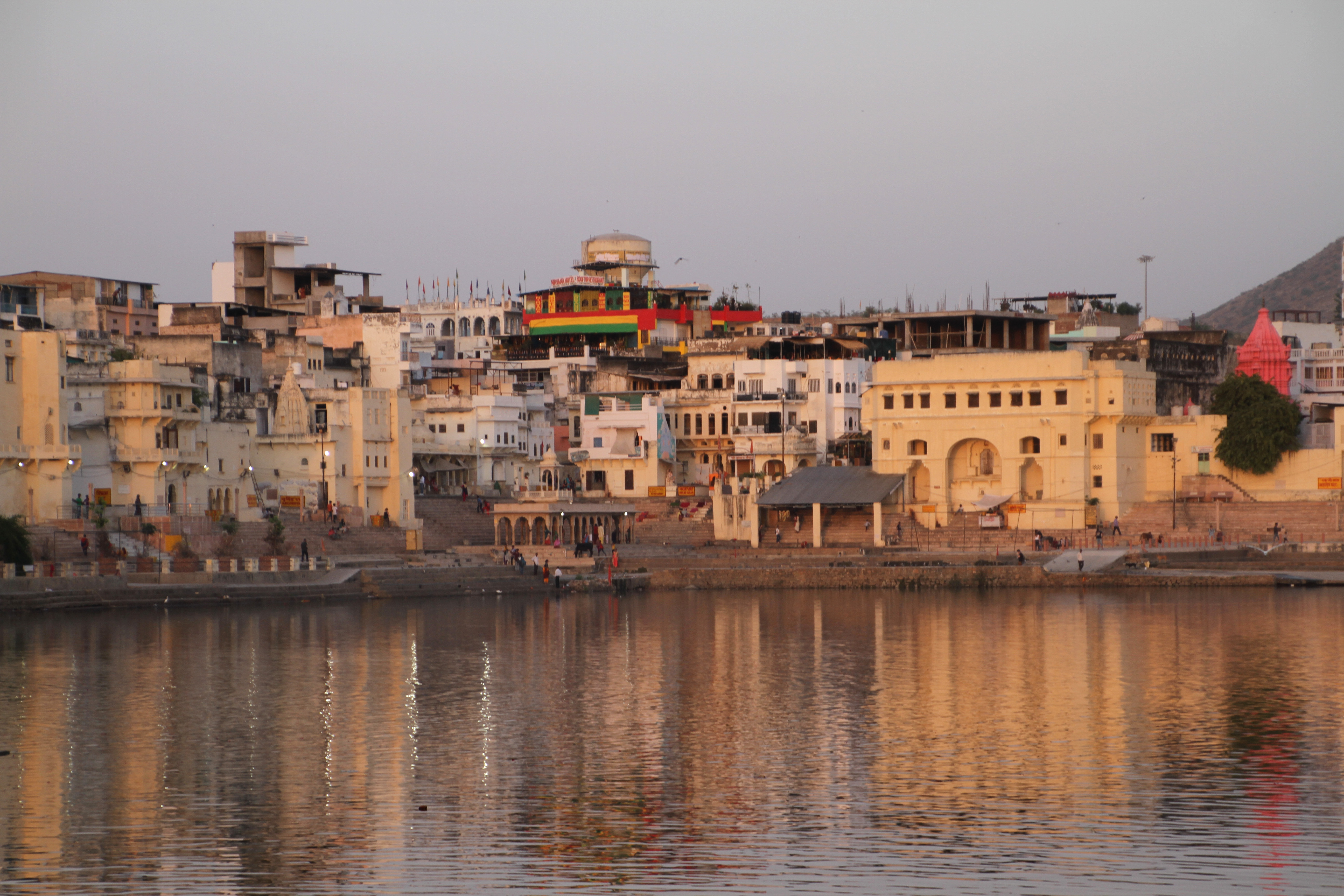
Lac sacré.
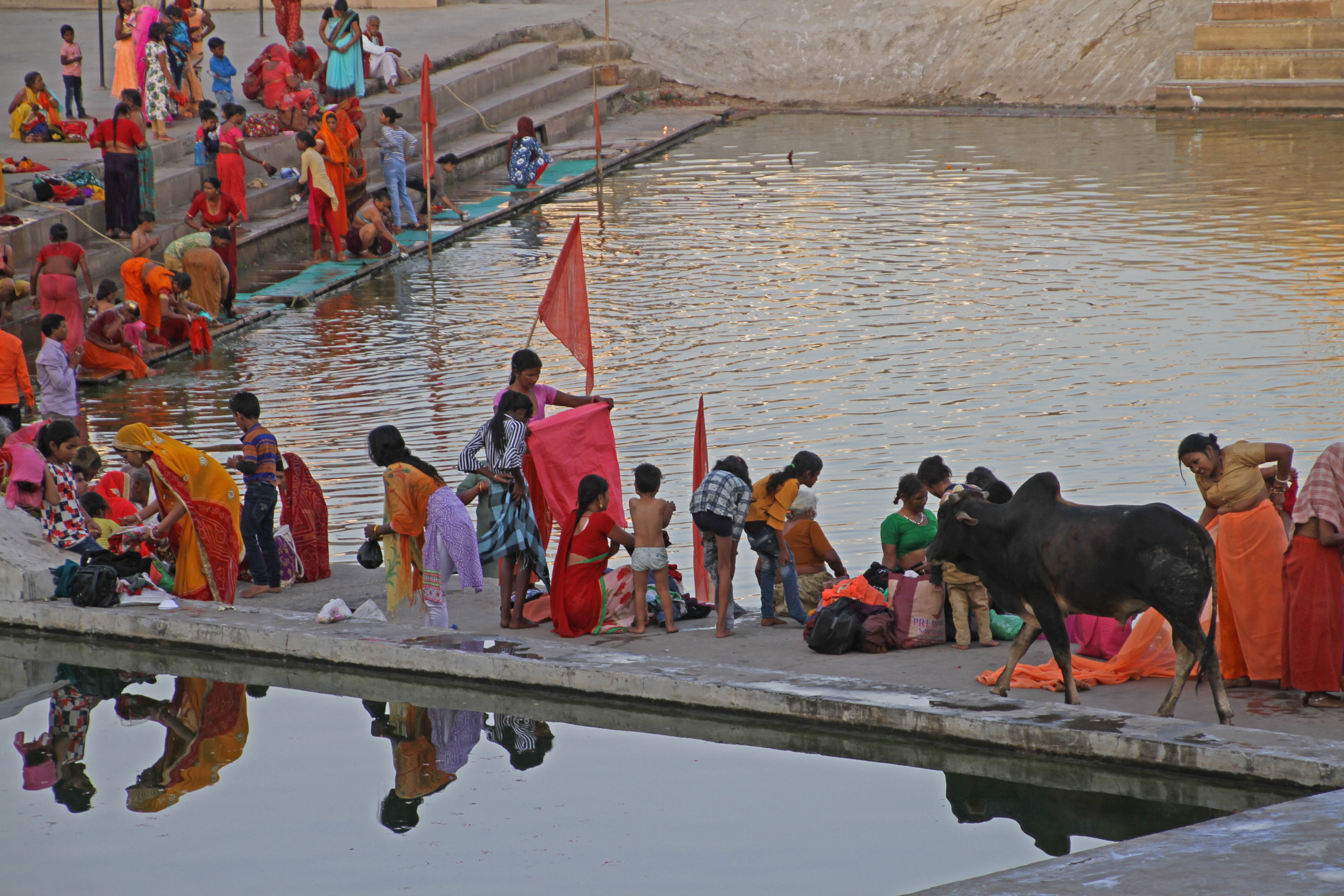
Ghats.
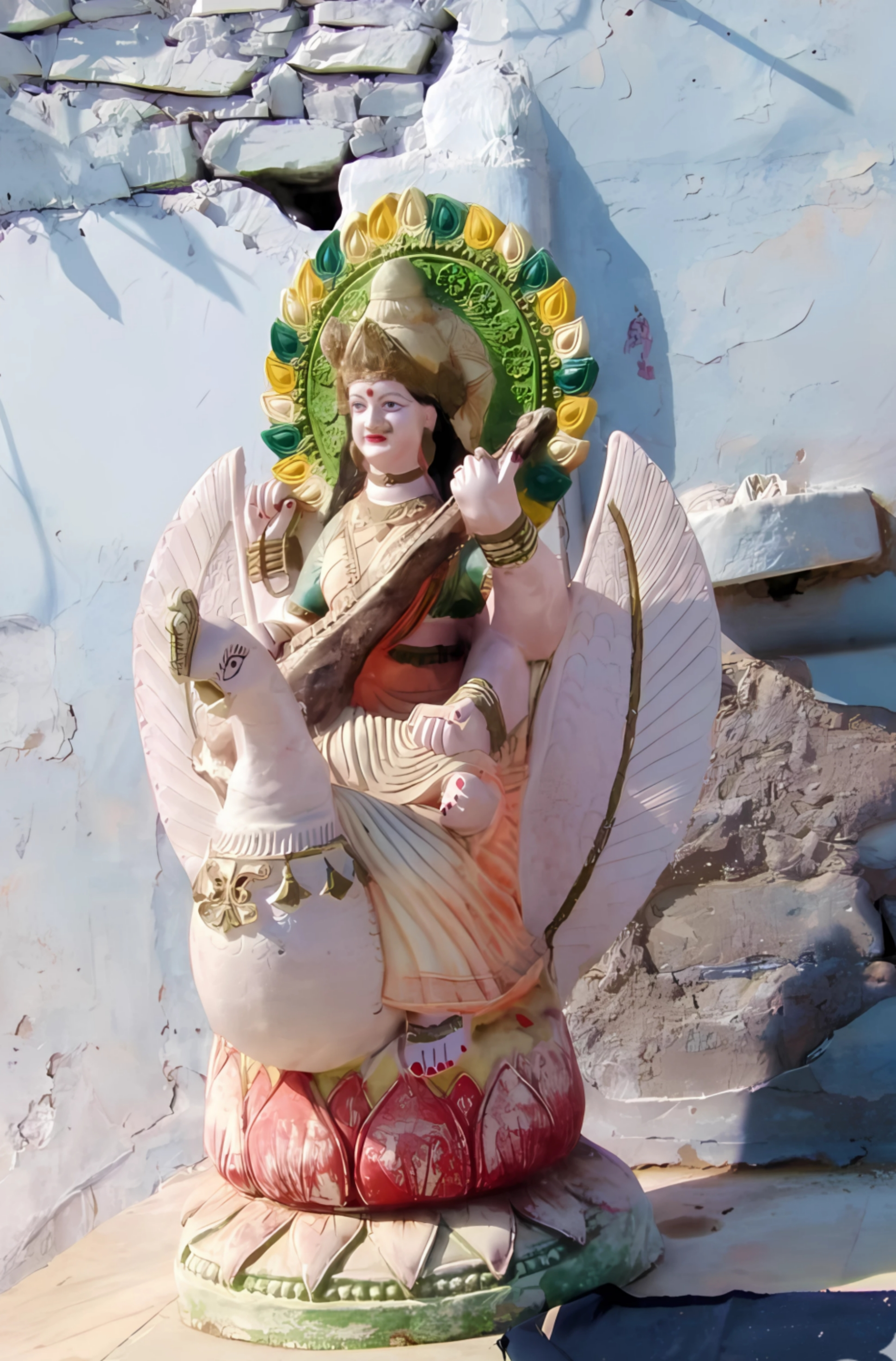
Statue de la Déesse Sarasvati sur son Cygne.

### Sites remarquables

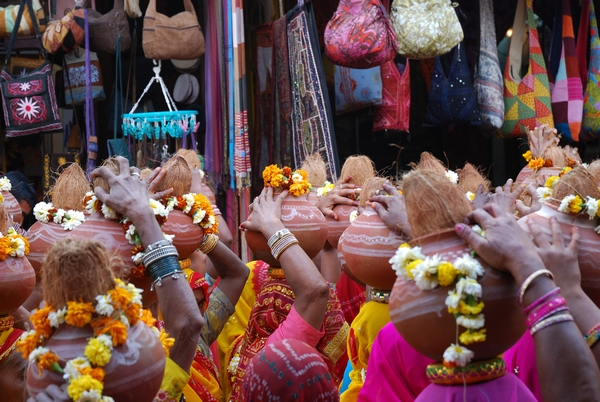
Cérémonie religieuse.
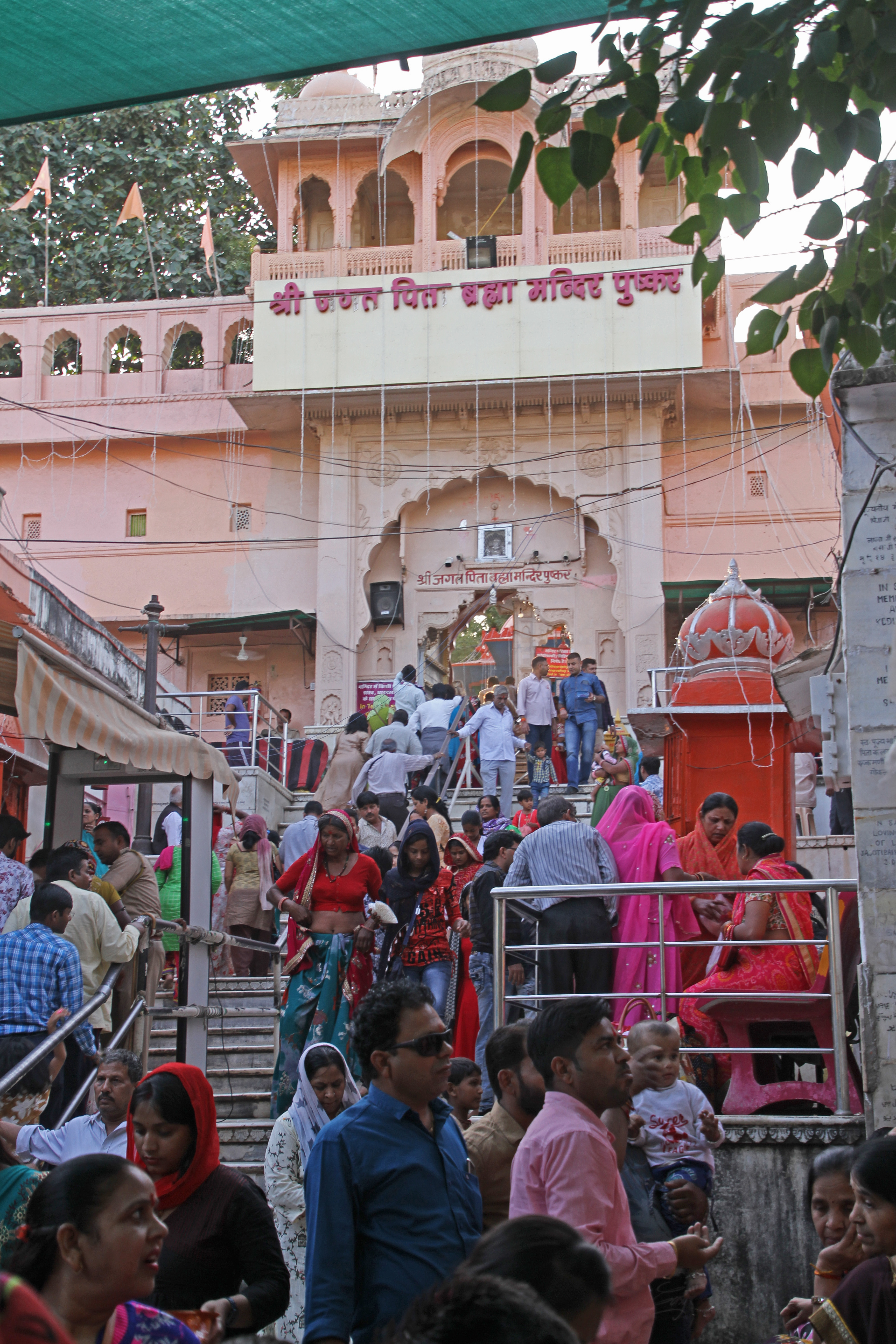
Entrée pour accéder au temple de Brahma.
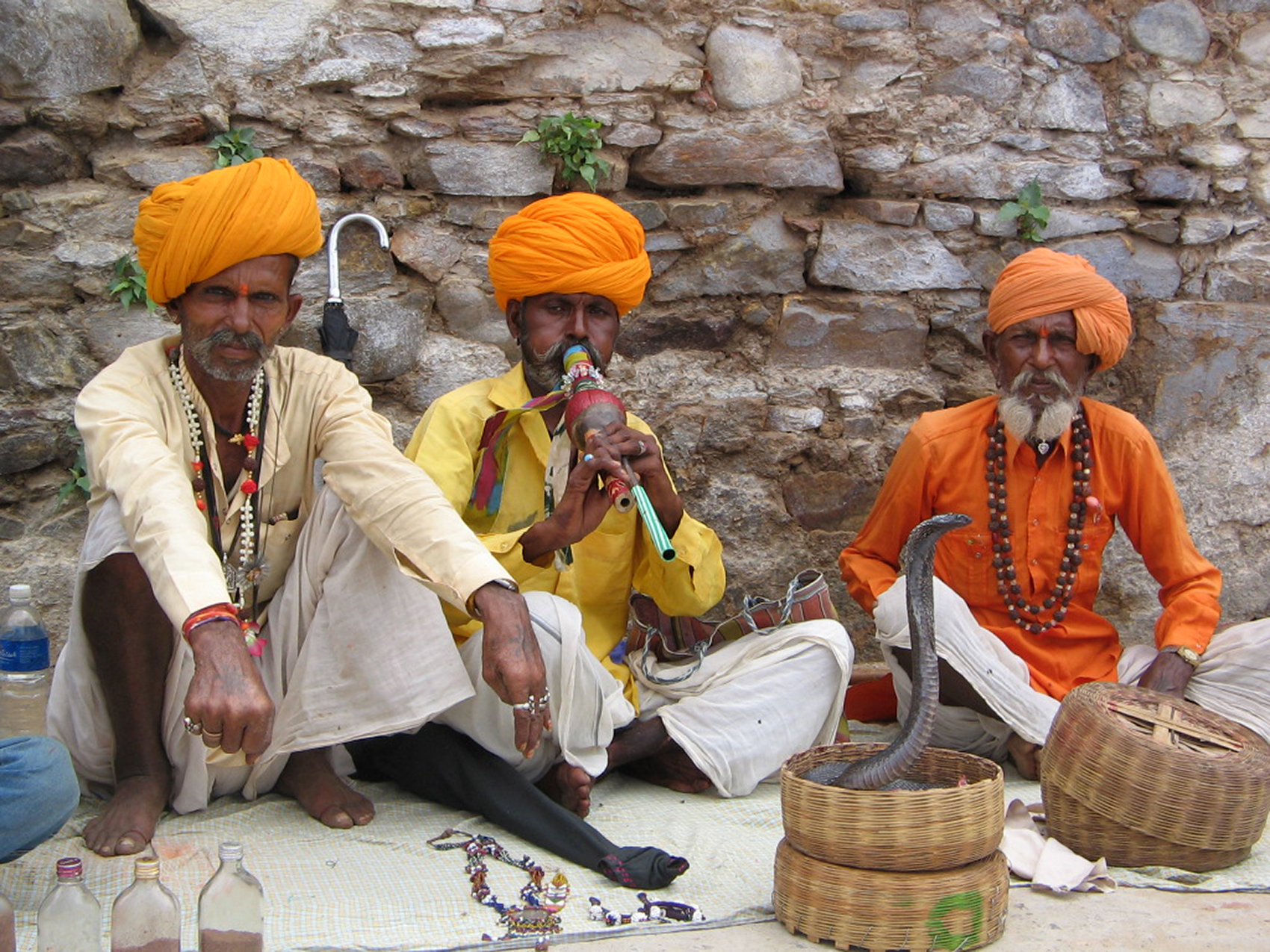
Joueurs de flûte à Pushkar.
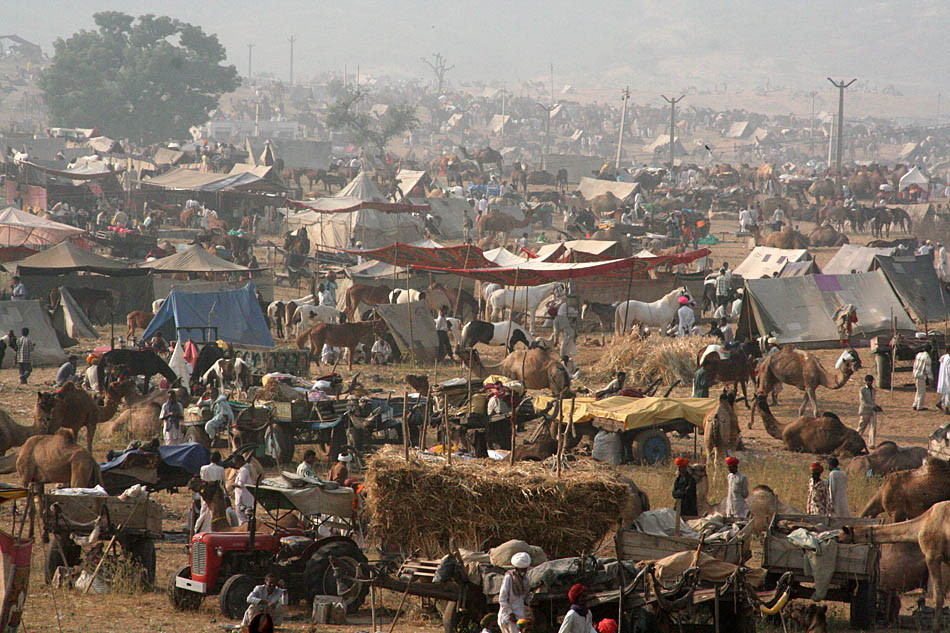
Foire aux chameaux de Pushkar.
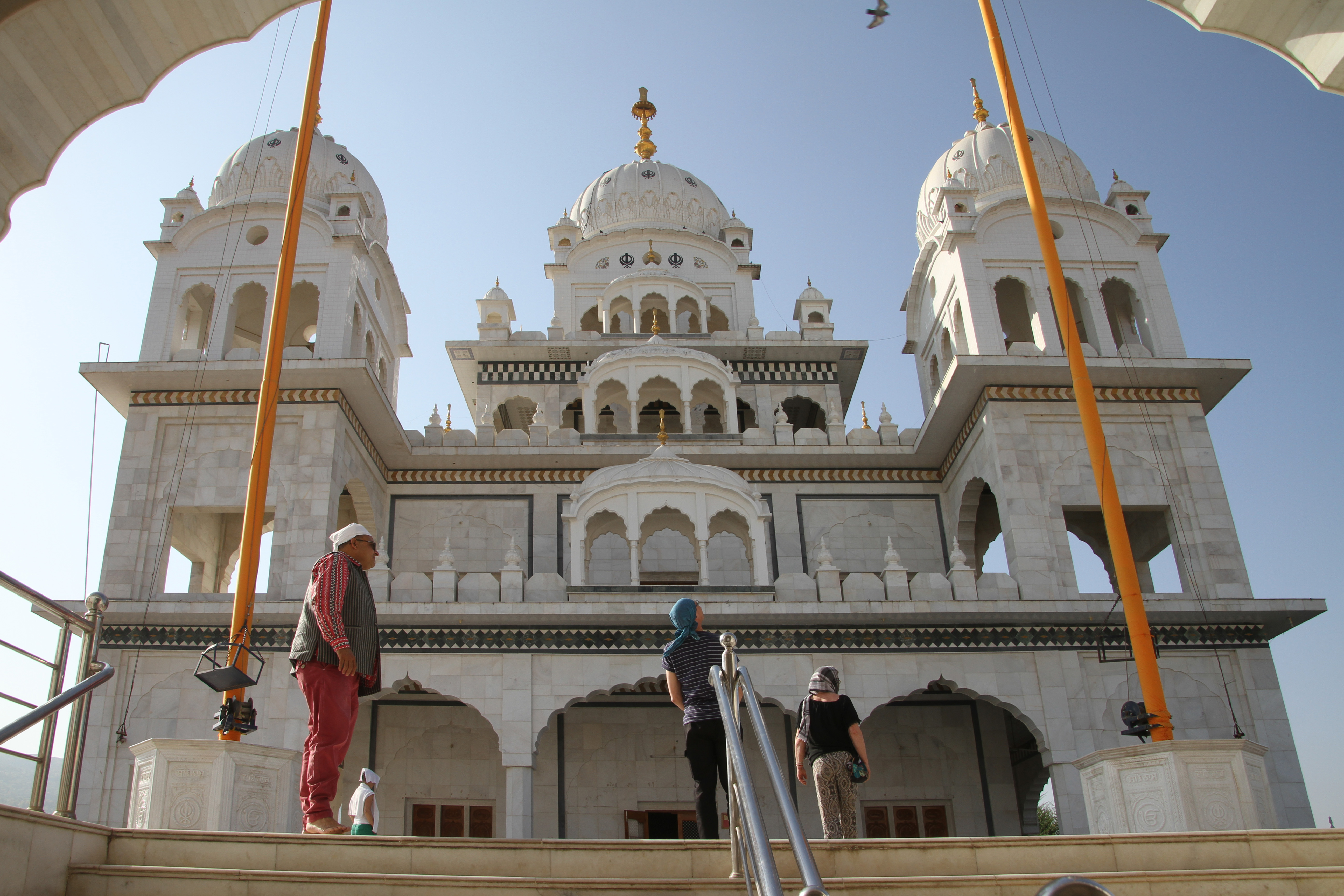
Gurudwara.